# 極地詭變
《極地詭變》是一部於2011年上映的美國科幻肉體恐怖電影，由馬諦司·范海尼傑執導，並由艾瑞克·赫瑟勒撰寫劇本，改編自約翰·W·坎貝爾的中篇小說《誰去那裡?》。講述一群由挪威與美國科學家組成的研究團隊，在南極洲發現神秘外星生物遺體的駭人遭遇。本電影為1982年由恐怖大師約翰·卡本特執導的《突變第三型》的前傳，同時也是翻拍1951年的經典科幻電影《The Thing from Another World》。
電影由瑪麗·伊莉莎白·文斯蒂德、喬爾·埃哲頓、烏爾里奇·湯姆森和艾德瓦利·亞肯努耶-阿嘉巴傑主演，並定於2011年10月10日在環球首映會領先上映。

## 劇情
故事敘述一個挪威與美國科學家團隊在南極洲發現一個被冰封的外星生物遺體，這個遺體已經死於冰封之中十幾萬年，他們興奮的將冰封的遺體給帶回極地站（Thule Station）將進行研究，但是「牠」仍然活著，並且逃脫了基地，科學家們也發現「牠」不僅能夠完全複製成包括人類等任何生命體，甚至已經潛伏在基地中伺機殺害他們，他們只能互相猜忌誰到底是人還是怪物？

## 演員

### 研究團隊
| 演員                       | 角色                                   | 附註 |
| 瑪麗·伊莉莎白·文斯蒂德     | 凱特·洛伊德 Kate Lloyd                 | 美國古生物學學家，畢業於哥倫比亞大學。本作設定為了區別於1982年續作《突變第三型》由寇特·羅素飾演的主角R·J·麥奎迪，將凱特·洛伊德描述成《異形系列電影》的女主角艾倫·蕾普莉，跳脫以往以男性為主角的概念。 |
| 喬爾·埃哲頓                | 山姆·卡特 Sam Carter                   | 美國直升機飛行員與越戰老兵，負責供應支援與操作基地的設備。 |
| 烏爾里奇·湯姆森            | 桑德·霍爾沃森教授 Dr. Sander Halvorson | 來自丹麥的研究外星生物團隊的領導人，命令研究團隊取得發現的外星生命遺體的血液樣本。 |
| 艾德瓦利·亞肯努耶-阿嘉巴傑 | 德里克·詹姆森 Derek Jameson            | 美國直升機副駕駛員，卡特的搭檔。 |
| 艾瑞克·克里斯蒂安·奥森     | 亞當·芬齊 Adam Finch                   | 年輕的美國科學家，為桑德教授的研究助理，邀請凱特到挪威基地一起進行研究工作。 |
| 楚德·伊斯本·西恩           | 愛德華·沃爾納 Edvard Wolner            | 著名的挪威地質學家，基地的指揮官，桑德教授的朋友。 |
| 金·柏比絲                  | 茱麗葉 Juliette                        | 法國地質學家，研究團隊中的第二位女性隊員，屬於愛德華負責的團隊成員之一。 |
| 尤根·蘭赫雷                | 拉斯 Lars                              | 退伍軍人，負責守衛挪威基地與支援彈藥補給，是唯一一位不會說英語的挪威基地成員。該角同時也是1982年續作開場的狙擊手。                                                                              |
| 克里斯多夫·黑維爾          | 強納森 Jonas                           | 挪威基地研究員，有點神經質。 |
| 史丁·哈瑞克·候夫           | 彼德 Peder                             | 挪威步槍兵，愛德華的副手。 |
| 保羅·布朗斯坦              | 葛吉斯 Griggs                          | 美國直升機運輸隊成員之一。 |
| 強納森·洛伊德·沃克         | 柯林 Colin                             | 古怪的英國無線電操作員。 |
| 喬·阿德里安·哈夫德         | 亨利克 Henrik                          | 挪威基地成員，負責協助外星生命研究團隊。 |
| 楊·岡納·洛伊斯             | 奧里夫 Olav                            | 挪威雪地運輸車司機。 |
| 卡斯騰·拜卓隆              | 卡爾 Karl                              | 挪威地質學家，屬於愛德華團隊的成員之一。 |

### 其他角色
| 演員                | 角色            | 附註 |
| 麥克·布朗           | 漢克 Hank       | 一名保安人員，特別將亞當和桑德教授介紹給凱特認識。                                                                         |
| 奧勒·馬汀·安·尼爾森 | 米提亞斯 Matias | 一名直升機飛行員，他的任務是為麥克默多站進貨煤油，片尾中來到了這裡。馬蒂亞斯同時也是與拉斯是1982年續作開場的直升機駕駛者。 |

## 製作

### 發展
在製作團隊完成電影《活人生吃》後，製片人馬克·亞伯拉罕和艾瑞克·紐曼開始在環球影城圖書館，尋找新的電影要素。他們找到了1982年恐怖大師約翰·卡本特的《突變第三型》，兩個人開始討論要一起製作前傳而不是「重啟」，因為他們覺得如果再重新翻拍卡本特的《突變第三型》會像在「蒙娜麗莎」的臉上又畫上多餘的鬍子一樣，破壞了原版的電影。製片人紐曼解釋：「首先，任何人都不應該再重新再嘗試重啟《大白鯊》，當然我也不希望任何人再去重啟《大法師》..... 這是一部偉大的電影，所以我們也對《突變第三型》也有相同的同感。但是，我們意識這是一個新的故事，用相同的電影英文名稱（The Thing），同一個世界觀，不同的觀點，我們把「它」作為一個新的挑戰。關於卡本特的電影中先前那些研究外星生物的團隊成員們已經死亡，但是環球給了我們一個難以拒絕敘述他們之前故事的難得機會。」
2009年初，《綜藝》報導，傳出一個前傳故事的拍攝項目消息，可能是關於1982年電影《突變第三型》在麥克·瑞迪的故事發生之前的事件的兄弟作，馬諦司·范海尼傑作為導演，羅恩·摩爾為編劇。之前馬諦司·范海尼傑原本參與了《活人生吃》這個項目的監製，作為他的電影處女作，查克·史奈德擔任導演；故事發生在拉斯維加斯的殭屍片，並聯合馬克·亞伯拉罕與艾瑞克·紐曼一同擔任監製，但在製作開始前三個月被工作室取消，他認為一切都需要重新開始而辭退。他問他的經紀人是否有一個名為《極地詭變》（The Thing）的項目正在開發，因為他最喜歡的電影就是《異形系列電影》與《突變第三型》。身為卡本特的粉絲，他對這個項目感到很有興趣，因為作為歐洲人的自己也很想知道挪威基地到底發生了什麼事情。2009年3月，摩爾將他的劇本描述為卡本特電影的「姊妹作」，而不是「重製」。艾瑞克·赫瑟勒後來被聘請做為摩爾的劇本完全重寫。赫瑟勒解釋：「在寫劇本時，他必須研究第一部電影關於挪威基地所發生的事情與最小的細節，因此才能創造一部前傳合併到原本的故事裡。」，從這一刻起，他們決定電影名稱命名與第一部完全相同，因為製片人覺得如果加上「冒號標題」會如同《大法師續集》（Exorcist II: The Heretic）感到不太恭敬原版電影。2010年4月，曾透露史考特·法蘭克被聘來為電影寫新劇本（未掛名）。
馬諦司解釋他所創建的電影不僅是一部恐怖電影，他也在很大的的程度上也很注重人物之間的互動，作為他的第一部電影。導演認為恐怖電影所花費的時間能讓觀眾們可以了解角色們之間的情感。瑪麗·伊莉莎白·文斯蒂德堅持認為這部電影不會有她的任何情感與浪漫元素，因為這部電影的「色調」是非常不適合的。艾德瓦利·亞肯努耶-阿嘉巴傑說「這部電影將會再次呈現第一部電影的不信任與偏執的感覺，因為沒有一個人知道到底是誰被外星人感染了。」製片人從原著小說《有誰去那裡?》吸引了更多電影的靈感教導電影中的角色成為科學家，而不光只是個工作人員。然而電影製片人並沒有受到同名電子遊戲《零界邊緣》影響。導演更從電影《異形系列電影》中特別鑄造關於女主角的靈感，但反而在外星生物方面並沒有攝取過多的靈感。馬諦司也引用了導演羅曼·波蘭斯基的電影做為影響，例如他的作品《失嬰記》。實際電影中的丹麥與挪威的角色確實是來自丹麥與挪威的演員，並且導演允許演員在合適的時候即興創作不同於原本的劇本，例如他們在基地休息室內高歌挪威民俗音樂《Sámiid Ædnan（薩米）》。許多場面、人物涉及挪威語，來增加他們與美國人之間的語言障礙呈現偏執的感覺。導演馬諦司說這部電影將「純粹的形式」表現外星生物，因為「牠」是挪威人在外星船艦上發現的，然而「牠」並沒有透漏自己到底是最初原始型態的「外星生物」或者是已經吸收與同化後的另一種生物的型態。據傳原本將希望約翰·卡本特客串於電影中的角色，然而卡本特於2012年8月對粉絲網站Outpost 31的採訪中對這些話進行了更正：他指出，「那些傳言不是真的。」

## 電影配樂
馬可·貝爾特拉米為電影製作配樂專輯，於2011年10月11日發行，並於《VarèseSarabande》唱片公司下開始發行。

### 曲目
| 曲序 | 曲目                    | 时长 |
| ---- | ----------------------- | ---- |
| 1.   | God's Country Music     | 1:27 |
| 2.   | Road to Antarctica      | 2:41 |
| 3.   | Into the Cave           | 0:39 |
| 4.   | Eye of the Survivor     | 2:25 |
| 5.   | Meet and Greet          | 2:55 |
| 6.   | Autopsy                 | 3:08 |
| 7.   | Cellular Activity       | 1:38 |
| 8.   | Finding Filling         | 3:25 |
| 9.   | Well Done               | 1:32 |
| 10.  | Female Persuasion       | 4:51 |
| 11.  | Survivors               | 3:28 |
| 12.  | Open Your Mouth         | 4:20 |
| 13.  | Antarctic Standoff      | 3:28 |
| 14.  | Meating of the Minds    | 4:28 |
| 15.  | Sander Sucks at Hiding  | 2:22 |
| 16.  | Can't Stand the Heat    | 2:10 |
| 17.  | Following Sander's Lead | 2:39 |
| 18.  | In the Ship             | 2:39 |
| 19.  | Sander Bucks            | 0:45 |
| 20.  | The End                 | 2:33 |
| 21.  | How Did You Know?       | 2:29 |

### 配樂評價
| 評論得分 | 評論得分 |
| 來源     | 評分     |
| -------- | -------- |
| AllMusic | [ 38 ]   |

《Allmusic》給予專輯3/5的評價：「作曲家馬可·貝爾特拉米對導演馬諦司·范海尼傑給予了前傳電影適當的緊張與沉思的氣氛，充分回響了原版電影導演約翰·卡本特的配樂工作。」

## 家庭媒體
《極地詭變》於2012年1月31日在美國發行藍光與DVD，電影通過DVD銷售額外賺取了517萬4780美元。

## 發行

### 評價
《極地詭變》獲得的評價並不佳。爛番茄基於149條評論，新鮮度36%，平均評分5.1／10。Metacritic獲得49分，負評居多。據CinemaScore調查，觀眾的評價在A+至F間落於「B-」，觀眾的反應比影評人好上一些。

### 票房
《極地詭變》在開幕的周末總計849萬3665美元，最終在票房榜上排名第三。電影被分配到2996個影院，在前10名排行榜上只維持一個星期，在第二個星期則下降到第16名。關於結論國內的營運額總計1692萬美元。它於Box Office Mojo上評論為「徹底的失望」自然處於劣勢，並繼續說著：「《極地詭變》並沒有給予未看過《突》的觀眾預期的看好，因此只能留給已經熟悉《突》概念元素的影迷們開始大量出現。」，這部電影在國外賺取了953萬美元，到目前為止全球總票房總額為2742萬8670美元。

## 榮譽
這部電影在第38屆土星獎共獲得兩個獎項提名，但卻敗於《龍紋身的女孩》與《X戰警：第一戰》。
| 年份 | 組織   | 獎項             | 獲獎者                           | 結果 | 來源   |
| ---- | ------ | ---------------- | -------------------------------- | ---- | ------ |
| 2012 | 土星獎 | 最佳恐怖／驚悚片 | 《極地詭變》                     | 提名 | [ 47 ] |
| 2012 | 土星獎 | 最佳化妝         | 湯姆·伍迪魯夫 Jr.、艾利克·葛里斯 | 提名 | [ 47 ] |

## 刪減片段
- 凱特與卡特在辦公室內的對話。

- 研究團隊正在尋找已逃脫的外星生物片段加長。

- 柯林在無線電室內的自殺片段，呈現了1982年續集《突變第三型》中麥奎迪與醫生找到了手腕流出大量血液已經結成霜的柯林屍體。

- 卡爾遭到已經複製成茱麗葉外型的外星生物重傷後屍體已被複製成牠們的一份子，之後凱特與強納森回頭去查看卡爾的屍體，卻只有一攤血跡往進辦公室的方向，發現已變成外星生物的卡爾後被強納森用火焰發射器給燒死。

- 卡特與雙頭外星生物的對峙片段加長。

- 結尾前特別加長一段拉斯往倉庫拿出一盒手榴彈後並與米提亞斯乘坐直升機一同追擊變身成阿拉斯加犬外型的外星生物。

## 外部連結
- 官方网站
- 幕後花絮 特效篇 （页面存档备份，存于）（影片）
- Outpost #31 - The Thing fansite
- 互联网电影数据库（IMDb）上《極地詭變》的资料（英文）
- 豆瓣电影上《極地詭變》的資料 （简体中文）
- 爛番茄上《極地詭變》的資料（英文）